# Peregrine Cavendish
Peregrine Andrew Morny Cavendish (également connu sous le nom de « Stoker », né le 27 avril 1944) est un pair anglais. Il est le seul fils survivant d'Andrew Cavendish (11e duc de Devonshire) et de son épouse, Deborah Mitford. Il succède à son père le 3 mai 2004. Auparavant il portait le titre de courtoisie de marquis de Hartington. Les Cavendish sont propriétaire-occupant de Chatsworth House et la fortune de la famille est évaluée à environ 800 millions de livres sterling. Les domaines aménagés avant 1900 par la famille (qui gère une entreprise d'hôtels de luxe) sont dans le Derbyshire et le Yorkshire du Nord.

## Éducation
Il fréquente Collège d'Eton, Exeter College, Oxford, où il étudie l'histoire, et le Royal Agricultural College, Cirencester.

## Course de chevaux
Le duc est bien connu dans le monde des courses de chevaux et est représentant de Sa Majesté à Ascot et président de l'hippodrome d'Ascot. En 1980, il est élu au Jockey Club et en 1989, il en est nommé commissaire principal (c'est-à-dire président). Au cours de son mandat de cinq ans, il supervise un certain nombre de changements au sein de l'industrie des courses, en particulier la création du British Horseracing Board, qui est maintenant l'autorité dirigeante des courses britanniques. Il est nommé premier président du conseil en juin 1993 et prend sa retraite à la fin de son mandat en 1996. Il est nommé commandeur de l'ordre de l'Empire britannique (CBE) pour ses services à la course en 1997 et chevalier commandeur de l'ordre royal de Victoria (KCVO) lors du Nouvel An 2009 pour ses services en tant que représentant de Sa Majesté à Ascot.

## Autres activités
Il est nommé administrateur de la Wallace Collection en 2007. Il est administrateur de Sheffield Galleries and Museums Trust . Il est président du Devonshire Arms Hotel Group, une chaîne d'hôtels de campagne du Yorkshire du Nord et du Derbyshire, et vice-président de Sotheby's. Il collectionne la peinture et la sculpture britanniques et contemporaines modernes, ainsi que des œuvres dans d'autres domaines, dont beaucoup sont exposées à sa maison familiale Chatsworth House. Le duc et la duchesse ainsi que la maison et le domaine ont été présentés dans la série documentaire de la BBC Chatsworth. En décembre 2012, il vend l'esquisse pour la tête d'un jeune apôtre de Raphael pour 29,7 millions de livres sterling lors d'une vente aux enchères de Sotheby's. Depuis 2016, il est propriétaire de Heywood Hill, une librairie renommée à Londres.
Le duc est un patron actuel de l'hospice St Wilfrid à Eastbourne.
La gamme de pianos Cavendish est nommée d'après le nom de famille du duc pour reconnaître son soutien qui était essentiel à la création de la nouvelle entreprise.
Il est le troisième chancelier de l'université de Derby de 2008 à mars 2018. Il quitte son poste en 2018 et son fils et héritier, William Cavendish, comte de Burlington est nommé et installé en tant que quatrième et actuel chancelier de l'université en mars 2018.

## Famille
Le 28 juin 1967, le futur duc épouse Amanda Carmen Heywood-Lonsdale, fille du commandant Edward Gavin Heywood-Lonsdale et descendante d'Arthur Heywood-Lonsdale.
Ils ont trois enfants - Lord Burlington (né le 6 juin 1969), Lady Celina (née le 4 octobre 1971) et Lady Jasmine (née le 4 mai 1973) - ainsi que dix petits-enfants.
En février 2010, le duc annonce son intention de renoncer à son titre si les pairs héréditaires sont écartés de la Chambre des lords, au motif que « l'aristocratie est morte » et « parce que ce que le peuple voulait alors serait clair, et il serait déroutant de conserver des titres héréditaires ». Cela reflétait le point de vue de sa mère, qui avait dit que « les titres n'ont pas de sens parce que les pairs ne sont plus des législateurs ». Cela est rejeté comme « absurde » par Lord Ferrers, qui n'est pas d'accord avec les affirmations du duc selon lesquelles l'aristocratie serait morte.